# Vlag van Herenthout
De vlag van Herenthout werd door de gemeenteraad op 3 oktober 1985 officieel vastgesteld als de gemeentelijke vlag van de Antwerpse gemeente Herenthout. Op 10 maart 1986 werd hij door het Bestuur van Vlaanderen bevestigd en uiteindelijk gepubliceerd op 8 juli 1986 in het officiële Belgisch Staatsblad.
Officieel wordt de vlag beschreven als:
Twee even lange banen van blauw en van geel, met op het blauw een gele sleutel.
De kleuren van de vlag en de sleutel zijn afkomstig uit het gemeentewapen.

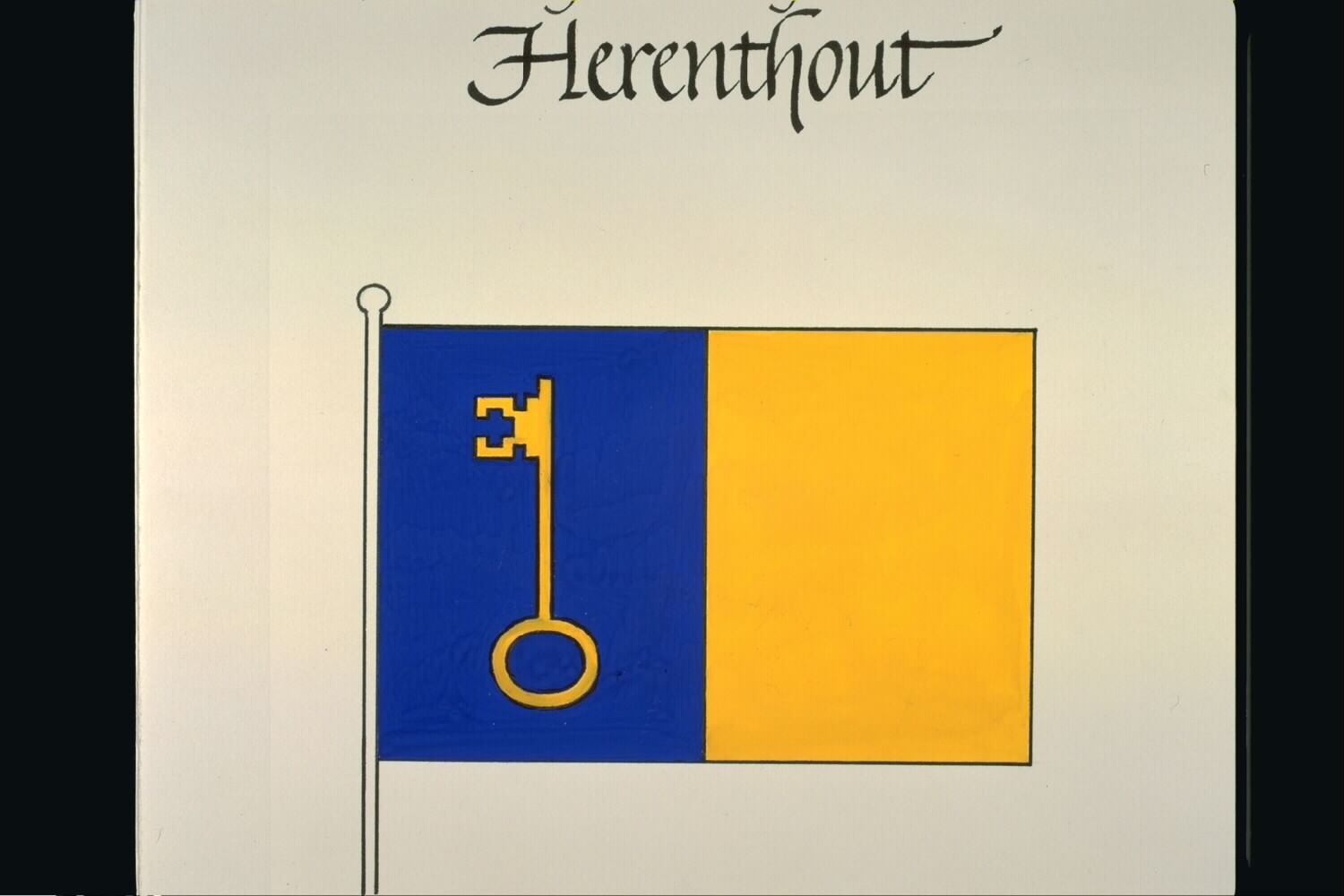
Officiële tekening van de vlag